# 4-チオウリジン
4-チオウリジン（英語: 4-thiouridine）は、転移RNA（tRNA）で見られる4-チオウラシル塩基で形成される非定型ヌクレオチドである。この化合物の生合成は決定されている。